# Зольштедт
Зольштедт (нім. Sollstedt) — громада в Німеччині, розташована в землі Тюрингія. Входить до складу району Нордгаузен.
Площа — 26,22 км2. Населення становить 2965 ос. (станом на 31 грудня 2021).